# George Foulkes, Baron Foulkes of Cumnock

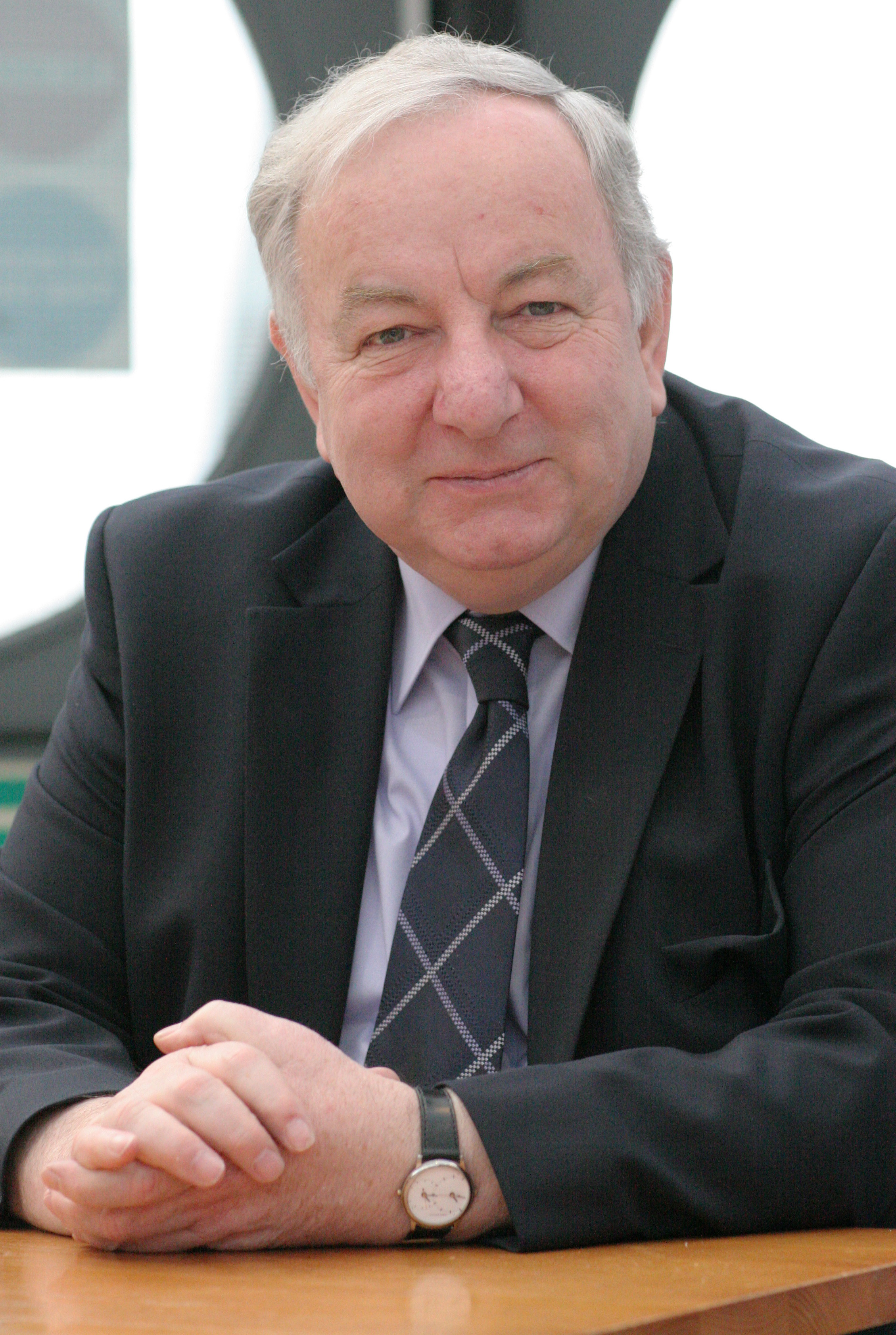
George Foulkes, Baron Foulkes of Cumnock

George Foulkes, Baron Foulkes of Cumnock, PC (* 21. Januar 1942 in Oswestry, Shropshire) ist ein schottischer Politiker und Mitglied der Labour Party.

## Frühes Leben und Ausbildung
Er besuchte die Keith Grammar School, die Haberdashers’ Aske’s Boys’ School in Hertfordshire und ging dann an die Universität Edinburgh. Zwischen 1965 und 1967 war Foulkes Präsident der Scottish Union of Students. 1974 stellte sich Foulkes zur Wahl für den Regionalrat von Lothian und wurde bis 1979 gewählt.
2009 stellte er sich zur Wahl um den Rektorenposten der Universität Edinburgh. Als Nachfolger des amtierenden Grünen-Politikers Mark Ballard wurde jedoch der Journalist Iain Macwhirter gewählt. Foulkes erhielt 31 % der abgegebenen Stimmen.

## Britisches Unter- und Oberhaus
1979 trat Foulkes bei den Unterhauswahlen 1979 erstmals zu nationalen Wahlen an. Er gewann das Direktmandat seines Wahlkreises South Ayrshire und zog in der Folge in das Britische Unterhaus ein. Zum Ende der Legislaturperiode wurde der Wahlkreis aufgelöst und Foulkes trat bei den Unterhauswahlen 1983 im Wahlkreis Carrick, Cumnock and Doon Valley an. Abermals errang er das Direktmandat und verteidigte es bei den Wahlen 1987, 1992, 1997 und 2001. Zwischen 1997 und 2001 hatte Foulkes den Posten eines parlamentarischen Untersekretärs für internationale Entwicklungen inne. Von 2001 bis 2002 fungierte er dann als Staatssekretär für Schottland.
Anschließend wurde der Wahlkreis aufgelöst und Foulkes wurde zum Ende der Legislaturperiode im Jahre 2005 als Life Peer mit dem Titel Baron Foulkes of Cumnock, of Cumnock in East Ayrshire, in den Adelsstand erhoben. Seitdem ist er Mitglied des House of Lords. Zu den Unterhauswahlen 2005 trat Foulkes nicht mehr an.
Am 15. Januar 2021 übernahm er die Patenschaft für Szjapan Latypau, Geschäftsmann und politischer Gefangener aus Belarus.

## Schottisches Parlament
Bei den Schottischen Parlamentswahlen 2007 bewarb sich Foulkes um einen Sitz im Schottischen Parlament. Er kandidierte hierbei nicht in einem einzelnen Wahlkreis, sondern war auf den ersten Rang der Regionalwahlliste der Labour Party für die Wahlregion Lothians gesetzt. Infolge des Wahlergebnisses zog er als einziger Labour-Politiker für Lothians in das Schottische Parlament ein. Zum Ende der Legislaturperiode schied er aus dem Parlament aus.

## Weitere Aktivitäten und Kontroversen
Im Jahre 2005 trat Foulkes als Vorsitzender des schottischen Fußballvereins Heart of Midlothian zurück und bezeichnete den Vereinsinhaber Vladimir Romanow als „Diktator“.
2008 wurde Foulkes auf Grund seiner hohen finanziellen Forderungen infolge seiner Tätigkeit im House of Lords kritisiert. So forderte er rund 55.000 £ für Übernachtungen innerhalb eines Zeitraums von zwei Jahren in seiner eigenen Wohnung in London. Hingegen waren seine Forderungen an das Schottische Parlament verhältnismäßig gering. In einem Live-Interview zur Offenlegung der Forderungen aller Abgeordneten und der folgenden Diskussion in der Bevölkerung ging Foulkes die Nachrichtensprecherin an und bezichtigte die Medien die Demokratie unterminieren zu wollen.
Nachdem Foulkes im Jahre 2007 die Scottish National Party (SNP) des Rassismus gegen Engländer bezichtigt hatte, forderte der SNP-Führer Henry McLeish eine Entschuldigung, welche Foulkes jedoch verweigerte.